# Województwo koszalińskie (1975–1998)
Województwo koszalińskie – dawna jednostka podziału administracyjnego Polski najwyższego szczebla, której stolicą był Koszalin, powołana do życia w myśl reformy administracyjnej wprowadzonej 1 czerwca 1975 i ostatecznie zniesiona 31 grudnia 1998 przez włączenie do województwa zachodniopomorskiego. Likwidacji województwa sprzeciwiali się mieszkańcy, postulujący utworzenie województwa środkowopomorskiego, dyskusja jednak, mimo starań środowisk lokalnych, nie doprowadziła do żadnych zmian na mapie administracyjnej kraju.

## Historia
Po reformie administracyjnej w 1975 r. z wschodniej części województwa koszalińskiego wydzielono województwo słupskie, a z południowych powiatów fragment pilskiego. Obszar województwa wynosił 8.470 km² (11 miejsce), a ludność w 1994 wynosiła 520.000 mieszkańców. Województwo w 1998 r. podzielone było na 18 miast i 35 gmin. Wyróżniki na tablicach rejestracyjnych w województwie koszalińskim to KO, KG i KY. W 1993 r. Borne Sulinowo otrzymało prawa miejskie, wcześniej było niezamieszkane, siedzibą tej gminy była wieś Silnowo. Graniczyło z 4 województwami: od zachodu ze szczecińskim, od południowego zachodu z gorzowskim, od południa z pilskim i od wschodu ze słupskim.  Z gmin województwa koszalińskiego w 1999 utworzono następujące powiaty województwa zachodniopomorskiego: białogardzki, drawski, kołobrzeski, koszaliński, zachodnią część sławieńskiego oraz szczecinecki, świdwiński i powiat grodzki Koszalin.

## Urzędy Rejonowe od 1990 roku
- Urząd Rejonowy w Białogardzie dla gmin: Białogard, Karlino i Tychowo oraz miasta Białogard
- Urząd Rejonowy w Drawsku Pomorskim dla gmin: Drawsko Pomorskie, Kalisz Pomorski, Ostrowice, Wierzchowo i Złocieniec
- Urząd Rejonowy w Kołobrzegu dla gmin: Dygowo, Gościno, Kołobrzeg, Rymań, Siemyśl i Ustronie Morskie oraz miasta Kołobrzeg
- Urząd Rejonowy w Koszalinie dla gmin: Będzino, Biesiekierz, Bobolice, Darłowo, Malechowo, Manowo, Mielno, Polanów, Sianów i Świeszyno oraz miast Darłowo i Koszalin
- Urząd Rejonowy w Szczecinku dla gmin: Barwice, Biały Bór, Borne-Sulinowo, Czaplinek, Grzmiąca i Szczecinek oraz miasta Szczecinek
- Urząd Rejonowy w Świdwinie dla gmin: Brzeżno, Połczyn-Zdrój, Rąbino, Sławoborze i Świdwin oraz miasta Świdwin

## Podział administracyjny
stan na 31 grudnia 1998
| miasta - Barwice - Białogard - Biały Bór - Bobolice - Borne Sulinowo - Czaplinek - Darłowo - Drawsko Pomorskie - Kalisz Pomorski - Karlino - Kołobrzeg - Koszalin – stolica - Polanów - Połczyn-Zdrój - Sianów - Szczecinek - Świdwin - Złocieniec | gminy - Gmina Barwice - Gmina Będzino - Gmina Białogard - Gmina Biały Bór - Gmina Biesiekierz - Gmina Bobolice - Gmina Borne Sulinowo - Gmina Brzeżno - Gmina Czaplinek - Gmina Darłowo - Gmina Drawsko Pomorskie - Gmina Dygowo - Gmina Gościno - Gmina Grzmiąca - Gmina Kalisz Pomorski - Gmina Karlino - Gmina Kołobrzeg | gminy c.d. - Gmina Malechowo - Gmina Manowo - Gmina Mielno - Gmina Ostrowice - Gmina Polanów - Gmina Połczyn-Zdrój - Gmina Rąbino - Gmina Rymań - Gmina Sianów - Gmina Siemyśl - Gmina Sławoborze - Gmina Szczecinek - Gmina Świdwin - Gmina Świeszyno - Gmina Tychowo - Gmina Ustronie Morskie - Gmina Wierzchowo - Gmina Złocieniec |

## Największe miasta
Ludność 31.12.1998
- Koszalin – 112 375
- Kołobrzeg – 48 082
- Szczecinek – 42 352
- Białogard – 25 536
- Świdwin – 16 975
- Darłowo – 15 689
- Złocieniec – 13 288
- Drawsko Pomorskie – 11 725

## Ludność w latach
| Rok                    | Liczba mieszkańców |
| ---------------------- | ------------------ |
| 1975 (31 grudnia)      | 434,8 tys.         |
| 1976 (31 grudnia)      | 439,8 tys.         |
| 1977 (31 grudnia)      | 445,4 tys.         |
| 1978 (spis powszechny) | 450 335            |
| 1978 (31 grudnia)      | 450,3 tys.         |
| 1979 (31 grudnia)      | 456,8 tys.         |
| 1980 (31 grudnia)      | 462,2 tys.         |
| 1983 (31 grudnia)      | 477,8 tys.         |
| 1985 (31 grudnia)      | 489,8 tys.         |
| 1986                   | 494,2 tys.         |
| 1987                   | 498,4 tys.         |
| 1988                   | 499 tys.           |
| 1989 (31 grudnia)      | 504,2 tys.         |
| 1990 (30 czerwca)      | 506,7 tys.         |
| 1990 (31 grudnia)      | 508,2 tys.         |
| 1991 (31 grudnia)      | 511,1 tys.         |
| 1992 (31 grudnia)      | 514,4 tys.         |
| 1993 (30 czerwca)      | 515,4 tys.         |
| 1994 (31 grudnia)      | 520,1 tys.         |
| 1995 (30 czerwca)      | 520,9 tys.         |
| 1995 (31 grudnia)      | 521,9 tys.         |
| 1997 (31 grudnia)      | 526 tys.           |

## Wojewodowie
- 1975–1981 Jan Urbanowicz (PZPR)
- 1981–1986 płk. Zdzisław Mazurkiewicz (PZPR)
- 1986–1990 Jacek Czayka (PZPR do 1990 r./SdRP w 1990 r.)
- 1990–1993: Stanisław Socha (KO „Solidarność”)
- 1994–1997: Jerzy Mokrzycki (SLD/SdRP)
- 1998: Grażyna Sztark (AWS)